# Virginás Andrea
Virginás Andrea (Nagyvárad, 1976. július 7.) nagyváradi irodalom- és filmesztéta, kritikus.

## Életútja
Középiskoláit Marosvásárhelyen, a Bolyai Farkas Líceumban végezte (1995), majd a BBTE-n szerzett magyar–angol szakos diplomát (2000); magiszteri fokozatot irodalomelméletből ugyanitt (2001), majd a társadalmi nemek szakcsoportjából a budapesti Közép-európai Egyetemen (2002), doktori címet angol irodalom- és kultúratudományból a Debreceni Egyetemen (2008).
Kutatói ösztöndíjak (Schöpflin Aladár kritikai ösztöndíj, az Arany János Közalapítvány kritikai ösztöndíja, a Domus Hungarica ifjúsági kutató ösztöndíja, a Sapientia Kutatási Programok Intézetének ösztöndíja) birtokában 1998 óta részt vett több kutatási programban; 2002–2006 között óraadó tanársegéd volt a BBTE Újságírói Tanszékén, 2003-tól a Sapientia EMTE Fotó- és Filmművészeti Tanszékén; 2004–2006 között tanársegéd a nagyváradi Partiumi Keresztény Egyetem angol nyelv és irodalom tanszékén, 2006-tól felmondásáig[pontosabban?] főállású tanársegéd, majd adjunktus Kolozsváron a Sapientia EMTE Fotó-, Filmművészeti és Média Tanszékén. Jelenleg a BBTE egyetemi docense

## Munkássága
Érdeklődési területe a kortárs irodalom, film és média, különös tekintettel az azokban kitapintható kánonokra, amelyeknek változásait, régi és új kánonok szembesülését elemzi; foglalkozik azokkal a változásokkal, amelyek a határokon túli magyar irodalom és a magyarországi irodalom szemléletében, egymásról és önmagáról kialakult és kialakuló képét illetően az utóbbi évtizedekben bekövetkeztek.
Első írása 1992-ben a marosvásárhelyi Tentamen diáklapban jelent meg, amelynek 1992–95 között szerkesztője is volt. Egyetemi évei alatt szerkesztette a Perspektíva c. kolozsvári diáklapot (1996–98), majd a Láthatatlan Kollégium folyóiratát, az Lkkt-t (1999–2001), 2002–2004 között a Filmtett szerkesztője volt.
Tanulmányait, cikkeit az általa szerkesztetteken kívül a Korunk, Látó, LélekJelenLét, A Hét, Székelyföld, Népújság, a szegedi Pompeji, a debreceni Hungarian Journal of English and American Studies és Debreceni Disputa, a pozsonyi Kalligram és Partitúra, a bukaresti FilmACT mellett a következő gyűjteményes kötetek közölték: 
- Diskurzusok, perspektívák, relevanciák (Kolozsvár, 2001);
- Határon (Kolozsbár–Szeged 2002);
- Kegyesség, kultusz, távolítás (Kolozsvár, 2002);
- Köztes képek. A filmelbeszélés színterei (Kolozsvár, 2003);
- Álló és mozgóképek. Vázlat az erdélyi főnemességről (Kolozsvár, 2004);
- Gender and the (Post) East-West Divide (Kolozsvár, 2004);
- Rodosz-tanulmányok (Kolozsvár, 2004);
- A nő mint szubjektum, a női szubjektum (Debrecen 2007);
- Film, kép, nyelv (Kolozsvár, 2007);
- Emlékezet és kommunikáció (Kolozsvár, 2007);
- Közép-Európa vándora. Beszélgetés Bodor Ádámmal (Bányai Évával közösen, Budapest, 2007);
- The Iconology of Gender. II. Generalrepresentation in Cultural Perspectives (Szeged 2008); Hosszúfény. Határon túli magyar írók antológiája (Budapest,  2008);
- World and Images on the Screen: Language, Literature, Moving Pictures (Cambridge 2008);
- Kik vagyunk és miért? Írások az identitásról (Stockholm–Budapest, 2008);
- Lepipálva. Tanulmányok a krimiről (Dunaszerdahely, 2009).

Társszerkesztője volt, Szabó Leventével, a Rodosz-tanulmányok 2003-as kötetének (Kolozsvár, 2004).

## Önálló kötetei
- Crime Genres and the Modern-Postmodern Turn (Kolozsvár, 2008);
- Az erdélyi prérin. Médiatájkép (Kolozsvár, 2008. Ariadné Könyvek)
- Audiovizuális kommunikáció; Scientia, Kolozsvár, 2015